# ハーバート・エバット
ハーバート・エバット（Herbert Vere Evatt、1894年4月30日 - 1965年11月2日）は、オーストラリアの法律家・政治家。

## 経歴
ニューサウスウェールズ州出身で、シドニー大学法学部卒業後、若くして法曹界で台頭し、1930年にはオーストラリア史上最年少で最高裁判所判事に任命された。思想的には労働党に近く、1930年代以後の右派台頭の流れに対して、思想の自由を重んじた。
1941年、労働党のジョン・カーティンが首相に就任すると、外務大臣兼司法長官として入閣、チャーチル戦時内閣におけるオーストラリア代表としてイギリス本国に派遣された。だが、太平洋戦争が始まると、彼はイギリス本国の防衛よりもオーストラリアの防衛を優先する立場を公言して憚らず、チャーチルらと対立した。戦後は国際連合の結成に積極的に賛同する一方で拒否権に制約を加えるべく努力した。カーティンの急逝後も1949年に労働党が下野するまで外務大臣兼司法長官の地位にあり、1948年から1949年まで第3回国連総会の議長を務めた。その後、1951年から1960年まで労働党の党首を務めている。
| 外交職            | 外交職                           | 外交職                   |
| ----------------- | -------------------------------- | ------------------------ |
| 先代 ホセ・アルセ | 国際連合総会議長 1948年 - 1949年 | 次代 カルロス・P・ロムロ |